# ロスト・コスモノート
ロスト・コスモノート（Lost Cosmonaut）は、日本語で「失われた宇宙飛行士」を意味する。

## 解説
ユディカ・コルディーリア兄弟による「トーレバード録音」などが有名だが、これらの説はいづれも真偽不明である。また、アメリカ合衆国では、陰謀論としてとらえられることがある。